# Pomirjevalo
Pomirjevalo ali sedativ je zdravilo, ki zavira osrednje živčevje ter tako pomaga pri duševni napetosti in pomirja motoriko.

## Vrste pomirjeval
- antidepresivi
  - mirtazapin
  - trazodon
- barbiturati
  - amobarbital
  - pentobarbital
  - sekobarbital
- benzodiazepini
  - alprazolam
  - diazepam
  - flunitrazepam
  - lorazepam
  - triazolam
- klasični antipsihotiki (nevroleptiki): 
  - tiotiksen
  - fenotiazini
    - klorpromazin
    - flufenazin
    - proklorperazin
    - trifluperazin

  - butirofenoni
    - haloperidol
- atipični antipsihotiki:
  - klozapin
  - olanzapin
  - risperidon
- rastlinski pripravki:
  - pripravki iz špajke
- drugi:
  - kloralhidrat
  - dietilni eter
  - etanol
  - GABA
  - glutetimid
  - meprobamat
  - metiprilon
  - ramelteon
  - zaleplon
  - zolpidem
  - zopiklon

## Terapevtska uporaba
Zdravniki predpišejo pomirjevala bolnikom, ki trpijo za tesnobo (anksioznostjo) ali za blaženje močnih bolečin. Pomirjevala sicer ne odpravljajo bolečine, marveč spremenijo dojemanje le-te. Često se dajo kot premedikacija bolnikom pred operacijo, da se le-ti umirijo in sprostijo. 
Bolniki v intenzivni negi so običajno pod vplivom pomirjeval, razen kadar so nezavestni.

## Zasvojljivost
Vsa pomirjevala lahko po daljšem jemanju izzovejo fiziološko in psihološko zasvojenost. Pri naenkratnem prenehanju se lahko pojavi odtegnitveni sindrom, ki se kaže kot nemirnost, nespečnost in tesnoba, v hujših primerih kot krči. V najhujšem primeru lahko odtegnitev povzroči celo smrt. Zatorej v takih primerih odtegnitev pomirjeval ne sme biti hipna, marveč se odmerek postopoma znižuje. 

## Zlorabe in preodmerjanje
Vsa pomirjevala morejo postati predmet zlorabe, vendar je največ težav z zlorabo barbituratov. Ljudje, ki so nasploh nesproščeni, nespečni in so pogosto pod stresom, velikokrat prehitro in prepogosto segajo po pomirjevalih, jih preodmerjajo ter lahko postanejo zasvojeni. Tudi odvisniki s heroinom često uporabljajo pomirjevala za dodatno ali nadomestno omamo. Smrt zaradi preodmerjanja barbituratov predstavlja okoli eno tretjino vseh smrti zaradi prevelikih odmerkov zdravil. 

## Pomirjevala in alkohol
Alkohol ima prav tako zaviralne učinke na osrednje živčevje, zato se ob sočasnem jemanju pomirjeval in uživanju alkohola centralni zaviralni učinek sešteva, kar lahko ima usodne posledice. 